# Müllheim
Müllheim là một thị xã bang Baden-Württemberg in southern thuộc nước Đức. Đô thị Müllheim có diện tích 57,91 km², dân số thời điểm 31 tháng 12 năm 2020 là 19.119 người. Đô thị này thuộc huyện Breisgau-Hochschwarzwald. Mullheim được xem là trung tâm của vùng Markgräflerland.
Müllheim nằm ở trung tâm của Markgräflerland, giữa "tam giác" Badenweiler, Bad Krozingen và Bad Bellingen. Đô thị này nằm giữa thung lũng sông Rhine và rừng Đen với các đồi được trồng nho.
Müllheim giáp Auggen về phía nam, Vögisheim về phía đông nam, và Hügelheim về phía bắc.